# Business Jump
Business Jump (ビジネスジャンプ Bijinesu Janpu?) fue una revista japonesa de manga seinen, publicada por Shūeisha dentro de la línea de revistas Jump. Los volúmenes de sus series eran publicados bajo la línea «Young Jump Comics». 
El primer número de la revista salió a la venta en julio de 1985. Su público objetivo eran jóvenes adultos asalariados, por lo que apostaba por obras seinen sin cabida en otras publicaciones del grupo. Con más de 60 series editadas a lo largo de su historia, el más longevo y, a su vez, el más popular de todos fue Amai Seikatsu, el cual duró más de 2 décadas en publicación dentro de la revista, y que, debido a su popularidad y al cese de la revista, se continuó con una 2.ª parte, la cual se serializa al día de hoy en Grand Jump. Otros de los mayores éxitos fueron Riki-Oh, Battle Angel Alita y Yume de Aetara.
En noviembre de 2011, Shūeisha fusionó Business Jump y Super Jump en una nueva revista seinen de periodicidad quincenal, Grand Jump.
La mascota de la revista era un ratón diseñado por Susumu Matsushita.

## Series destacadas
- Riki-Oh (1988-1990, Masahiko Takajo y Tetsuya Saruwatari)
- GUNNM (Battle Angel Alita) (1990-1995, Yukito Kishiro)
- Amai Seikatsu (1990-2011, Hikaru Yuzuki)
- Yume de Aetara (1994-1999, Noriyuki Yamahana)
- One Outs (1998-2006, Shinobu Kaitani)
- 'La cumbre de los dioses (2000-2003, Jirō Taniguchi)

- Harenchi Gakuen ~The Company~ (2007-2008, Gō Nagai y Teruto Aruga)
- Golden Boy II (2010-2011, Tatsuya Egawa)